# Завод синтетичного палива Oltin Yo’l
Завод синтетичного палива Oltin Yo’l – виробництво нафтохімічної промисловості в Узбекистані, спорудження якого почалось в 2010-х роках в Кашкадар’їнській області. У випадку завершення стане одним з небагатьох існуючих у світі виробництв рідкого палива з природного газу.
Урочиста презентація проекту на площадці газохімічного комплексу в Шуртані (створений на основі розробки гігантського Шуртанського родовища) відбулась ще в 2012-му. В наступні роки поступово велись підготовчі роботи, про завершення яких та вибір технології для спорудження основних потужностей оголосили лише у 2017-му. Ліцензіаром технології Topsoe виступить південноафриканська компанія Sasol, яка з 1950-х років займається питаннями синтезу рідкого палива на заводі в Сасолбурзі (спочатку з вугілля, а після вичерпання його запасів – із природного газу). Генеральним підрядником спорудження виробництва має виступити південнокорейська Hyundai Engineering.
Передбачається, що завод споживатиме 3,6 млрд м3 газу на рік і це дозволить виробляти біля 1,5 млн тонн рідких продуктів, в тому числі 743 тисяч тонн дизельного пального і 311 тисяч тонн керосину, а також 431 тисячу тонн газового бензину (naphta) та 21 тисячу тонн зрідженого нафтового газу (пропан-бутанова фракція). 
Газовий бензин планується використовувати як сировину для нової установки парового крекінгу, котру збираються спорудити на додачу до вже наявної, котра використовує фракціоновану з природного газу сировину.  
Також в Шуртані планують організувати виробництво «важкого» олефіну (найбільш звичними серед останніх є етилен та пропілен) – гексену, котрий використовується як кополімер. Сировиною для установки 1-гексену буде отримана під час синтезу фракція С4. Доречно відзначити, що згаданий вище ліцензіар технології синтезу Sasol також відома своїми здобутками в галузі «немасових» олефінів – на своєму другому хімічному комплексі в Секунді вона виробляє не лише гексен, але й пентен та октен.